# 振興三倍券
振興三倍券（しんこうさんばいけん）、通称は三倍券は、新型コロナウイルス感染症による経済状況の悪化への対策として、台湾政府が景気対策として発行した商品券である。2020年7月15日から12月31日まで台湾内で流通した。